# Месевря Ольга Іванівна
Ольга Іванівна Месевря (нар. 22 серпня 1954 року, с. Крутьки, Золотоніський район (раніше Чорнобаївський), Черкаська область) — поетеса, прозаїк, методист-філолог, літературознавець. Член НСПУ з 2013 року.

## Життєпис
Народилася 22 серпня 1954 року у с. Крутьки Чорнобаївського району Черкаської області у селянській родині. Тут здобула середню освіту та поступила у Черкаський педагогічний інститут (нині Черкаський національний університет імені Богдана Хмельницького), на філологічний факультет (українське відділення). Закінчивши навчання у 1977 році, працювала у 1979—1987 роках вихователем, із 1987 року по 1999 рік викладала українську мову та літературу у Черкаському ПТУ (нині Черкаський професійний ліцей). Починаючи із 1999 року працює методистом з української мови і літератури у Черкаському інституті післядипломної освіти педагогічних працівників. З 2007 року по 2015 рік — завідувачка лабораторією гуманітарних дисциплін у цьому ж інституті. З 2015 року займається творчою діяльністю. Одружена, має доньку.

## Літературна діяльність
У творчому доробку Ольги Месеврі є художні твори — проза і поезія, та науково-методичні розробки.
Як словесник-методист Ольга Іванівна є авторкою спецкурсу «Сучасний літературний процес на Черкащині» (2008), співавторкою програми курсу за вибором (10 — 11 класи) «Сучасна українська література» (2011), навчальних програм і посібників із літературного краєзнавства: «Моя Черкащина. 5 клас» (2011), «Моя Черкащина. 6 клас» (2013), літературного курсу за вибором «Письменники — лауреати Шевченківської премії — золотий фонд української літератури» (2013 — до 200-річчя від дня народження Тараса Шевченка).
Віршування Ольги Месеврі виражене різними поетичними стилями. У її книгах присутні: класичний метр, білий вірш, верлібр. Улюблена поетична форма Ольги Іванівни — лірична мініатюра вільної або класичної форми.
Прозові твори:
- «Чобітьківський рай» (збірка новел-спогадів) — 2013 рік
- «Соняшник у відрі» (збірка новел та оповідань) — 2016 рік
- «Чому плаче дорога» (збірка новел та оповідань) — 2016 рік
- «А де те серце» (збірне видання прозових творів із попередніх видань) — 2017 рік
- «А ти прилітай» (збірка оповідань) — 2020 рік
- «Відповідальний за час» (збірка прози та поезії) — 2024 рік

Поетичні твори:
- «Літоросль» (збірка поезій) — 2007 рік[5]
- «Серпнева пастораль» (збірка поезій)[5] — 2012 рік
- «Моя душа сховалася у вірші» (збірка поезій) -2018 рік
- «Півник у вікні» (вірші для дітей) — 2019 рік
- «Вишиванка для сонечка» (вірші для дітей) — 2019 рік

## Нагороди та відзнаки
- Лауреатка Всеукраїнської літературної премії ім. Михайла Масла (2016 рік), ім. Миколи Томенка (2021 рік)[4], літературного конкурсу ім. В. Захарченка(2020 рік), літературної премії НСПУ «Благовіст» (2019 рік); Всеукраїнської літературно-мистецької премії імені Івана Дробного у 2024 році в номінації «Проза» — за книгу «Відповідальний за час»[6].

Нагороджена нагрудним знаком «Василь Сухомлинський».